# Lysimachia montana
Lysimachia montana là một loài thực vật có hoa trong họ Anh thảo. Loài này được (Reinw.) Bakh. f. ex Bentv. mô tả khoa học đầu tiên năm 1963.